# Tsutomu Sonobe
Tsutomu Sonobe (født 29. marts 1958) er en japansk fodboldspiller.

## Japans fodboldlandshold
| Japans landshold | Japans landshold | Japans landshold |
| År               | Kmp              | Mål              |
| ---------------- | ---------------- | ---------------- |
| 1978             | 4                | 0                |
| 1979             | 0                | 0                |
| 1980             | 0                | 0                |
| 1981             | 3                | 0                |
| Total            | 7                | 0                |